# Paraphrynus laevifrons
Paraphrynus laevifrons är en spindeldjursart som först beskrevs av Pocock 1894.  Paraphrynus laevifrons ingår i släktet Paraphrynus och familjen Phrynidae. Inga underarter finns listade i Catalogue of Life.